# 921

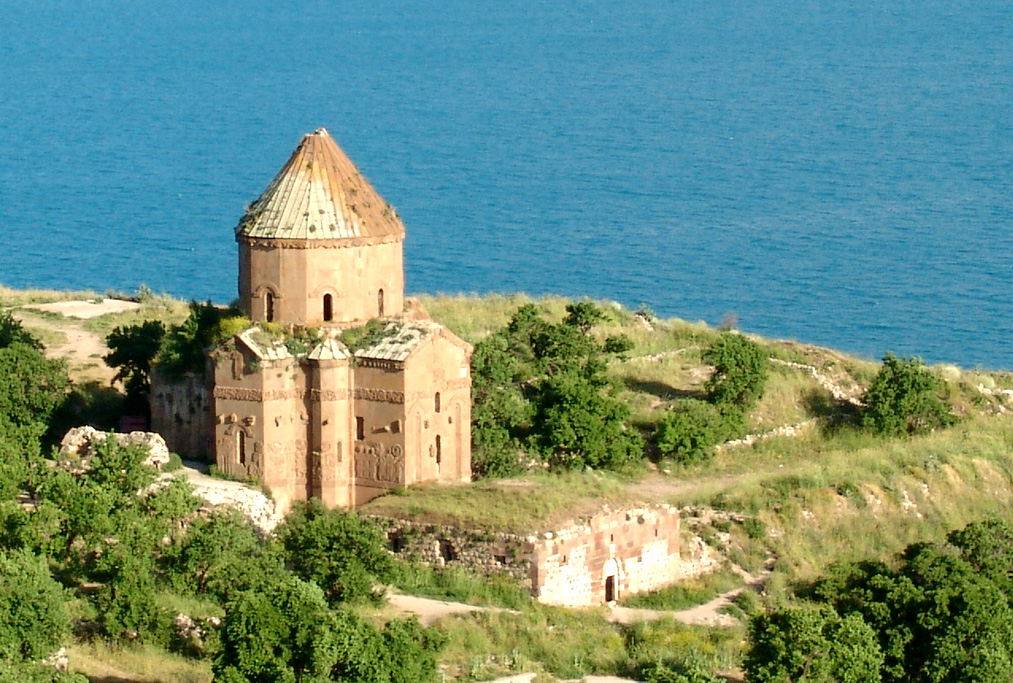
De Kerk van het Heilige Kruis (Anatolië)

Het jaar 921 is het 21e jaar in de 10e eeuw volgens de christelijke jaartelling.

## Gebeurtenissen

### Europa
- 13 februari - Vratislav I, hertog van Bohemen, sneuvelt tijdens een veldslag tegen de Magyaren. Hij wordt opgevolgd door zijn zoon Wenceslaus I ("de Heilige"). Zijn moeder Drahomíra (zelf pas 20 jaar oud) wordt door de Boheemse adel als regentes aangesteld. Hierdoor ontstaan er spanningen tussen Wenceslaus en zijn broer Boleslav I.
- Zomer - Koning Hendrik I ("de Vogelaar") verslaat zijn rivaal Arnulf I, hertog van Beieren, in twee campagnes. Hij belegert Regensburg en dwingt hem zijn aanspraken op de koningstitel op te geven. Hendrik verleent hem het recht om een eigen buitenlandse politiek te voeren (met behoud van zijn rijksgoederen in Karinthië en Zuid-Tirol).
- 7 november - Verdrag van Bonn: Koning Karel III ("de Eenvoudige") en Hendrik I tekenen een "vriendschapsverdrag" tijdens een ceremonie aan boord van een schip in het midden van de Rijn, niet ver van Bonn. Beide koningen erkennen de Rijn als rijksgrens, wat formeel onderdeel uitmaakt van het voormalige Frankische Rijk.
- Pavle Branović, heerser (grootžupan) van Servië, wordt na een regeerperiode van 4 jaar in opdracht van tsaar Simeon I van Bulgarije vermoord. Hij wordt opgevolgd door Zaharija Prvoslavljević.
- Rudolf erft het hertogdom Bourgondië na het overlijden van zijn vader Richard I.

### Arabische Rijk
- Ahmed ibn Fadlan, een Arabische schrijver en reiziger, wordt met een delegatie van het kalifaat van de Abbasiden naar Wolga-Bulgarije gezonden. Bij aankomst bouwen ze een fort en een moskee. Zodoende ontstaan er nieuwe handelsroutes met het Arabische Rijk.
- Kalief Ubayd Allah al-Mahdi sticht Mahdia (huidige Tunesië) als nieuwe hoofdstad van het kalifaat van de Fatimiden.

## Religie
- De Kerk van het Heilige Kruis, een Armeens-apostolische kerk, op het eiland Akdamar in het Vanmeer in Oost-Anatolië (huidige Turkije) wordt gebouwd.

## Geboren
- Edmund I, koning van Engeland (overleden 946)

## Overleden
- 13 februari - Vratislav I, hertog van Bohemen
- 1 september - Richard I, hertog van Bourgondië
- Pavle Branović, Servisch prins (grootžupan)